# Ancistrocerus simulator
Ancistrocerus simulator är en stekelart som först beskrevs av Cameron 1908.  Ancistrocerus simulator ingår i släktet murargetingar, och familjen Eumenidae. Inga underarter finns listade i Catalogue of Life.